# Eleorchis japonica
Eleorchis japonica là một loài thực vật có hoa trong họ Lan. Loài này được (A.Gray) Maek. mô tả khoa học đầu tiên năm 1935.

## Hình ảnh

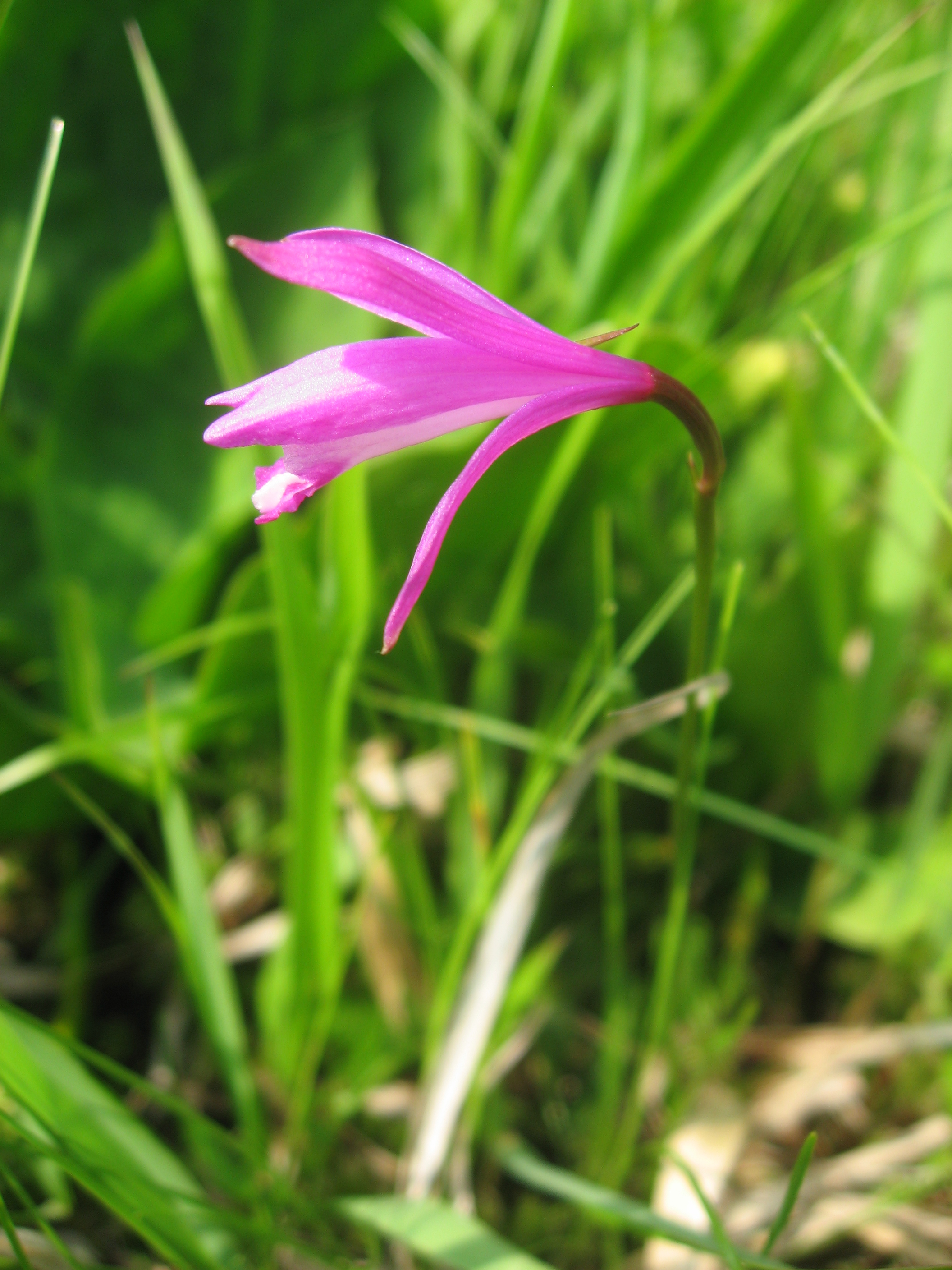